# Гай Стертіній Ксенофон
Гай Стертіній Ксенофон (лат. Gaius Stertinius Xenophon; близько 10 до н. е. — після 54) — давньогрецький медик часів ранньої Римської імперії.

## Життєпис
Походив з відомого роду медиків Асклепіадів. Народився на о. Кос (належав до римської провінції Азія). Про батька Ксенофона немає відомостей, втім, імовірно той був лікарем. Тому Ксефоном спочатку вчився у батька, потім у Храмі Асклепіадів. Після навчання перебрався до Риму, де заслужив прихильність імператора Клавдія, ставши особистим лікарем останнього із зарплатнею у 500 тис. сестерціїв (удвічі більше звичайного гонорару). Зумів отримати для себе, свого брата (став зватися Квінт Стертіній) і дядька права римського громадянства та військовий трибунат, тобто їх зарахували до стану вершників.
Згодом Ксенофон отримав військову посаду (praefectus fabrum) та відзнаки у вигляді золотого вінця і списа на британському тріумфі після супроводжування у 43 році Клавдія у поході з підкорення Британії. У 53 році для свого рідного міста Кос отримав звільнення від податків. На подяку його співвітчизники поставили на честь Ксенофона статуї і викарбували пам'ятні монети з його зображенням. Сам Ксенофон витратив значні кошти на громадські будівлі у Неаполі.
У 54 році у змові із Агріппіною Ксенофон отруїв Клавдія, ввівши павичеве пір’я в горло (глотку) імператора (нібито для того, щоб змусити його блювати після їжі), яке начебто було просякнуте отрутою. Після цього повернувся на батьківщину. Про подальшу долю нічого невідомо. Разом із братом Квінтом залишив спадок у 30 млн сестерціїв.